# Типа крутые легавые
«Типа крутые легавые» (англ. Hot Fuzz) — британский комедийный боевик 2007 года режиссёра Эдгара Райта. В главных ролях снялись Саймон Пегг и Ник Фрост. До этого они вместе работали над фильмом «Зомби по имени Шон» и телесериалом «Долбанутые». Фильм является также пародией на некоторые детективные фильмы прошлых лет. Второй фильм из трилогии «Кровь и мороженое».

## Сюжет
Николас Эйнджел, одержимый своей работой лондонский полицейский, служит так хорошо, что остальные на его фоне выглядят неважно (за кадром играет песня Goody Two Shoes — «Паинька»). В итоге начальство посылает его туда, где его таланты не будут угрожать коллегам: в тихую деревню Сэндфорд в Глостершире, где уже двадцать лет как не совершалось убийств.
По прибытии Эйнджела на место к нему приставляют в напарники благонамеренного, но не слишком рьяного и наивного констебля Дэнни Баттермана, сына местного инспектора Фрэнка Баттермана. Дэнни — заядлый любитель боевиков и потому с благоговением относится к своему новому напарнику «из большого города». В то же время Эйнджел с трудом пытается привыкнуть к тихой, безмятежной жизни деревни. Хотя ему сразу же удаётся раскрыть несколько преступлений, которые иначе остались бы незамеченными, его главнейшей задачей оказывается поимка сбежавшего лебедя. В конце концов, после совместно проведённого вечера в местном пабе и просмотра боевиков «На гребне волны» и «Плохие парни 2» Николас и Дэнни становятся близкими друзьями.
Вскоре после прибытия Эйнджела в деревне происходит серия жестоких убийств, замаскированных под несчастные случаи. Все они совершены человеком в плаще с чёрным капюшоном. Эйнджел всё больше убеждается, что Сэндфорд не такое уж тихое местечко. Однако никто кроме него не считает, что эти несчастные случаи на самом деле являются убийствами, и в результате отношения Эйнджела с другими полицейскими становятся натянутыми. Но сержант не желает отступать и продолжает своё расследование. Сначала он подозревает Саймона Скиннера, директора местного супермаркета, в качестве мотива выдавая солидный куш на сделке с недвижимостью. Но его столкновение со Скиннером лишь доказывает очевидную невиновность директора и ещё больше обостряет отношения Эйнджела с коллегами.
После того как на Эйнджела в его же гостиничном номере нападает убийца в плаще (который оказывается работником супермаркета, действующим по указанию Скиннера), расследование приводит полицейского в находящийся неподалёку замок, где он наконец-то узнаёт всю правду. Инспектор Баттерман, Скиннер и Союз на страже окрестностей (ССО), желая сохранить для Сэндфорда звание «Деревни года», убивали всех, кто мог повредить имиджу деревни. Инспектор Баттерман рассказывает, что его жена покончила жизнь самоубийством, после того как много лет назад деревня потеряла это почетное звание из-за приехавших туда цыган. С тех пор он любыми способами старался обеспечить Сэндфорду победу в ежегодном соревновании. Эйнджел обнаруживает закопанные тела разных «проблемных» людей (даже детей), от которых избавились члены ССО. Он пытается сбежать, но Дэнни, который, по-видимому, тоже является членом ССО, наносит ему удар ножом.
Обманув сообщников и сделав вид, что Эйнджел мёртв, Дэнни вывозит его за пределы деревни и отпускает, утверждая, что ничего не знал об истинных делах ССО. Дэнни уговаривает Эйнджела бежать, так как никто не поверит, что такое могло случиться в Сэндфорде. Однако Эйнджел, не желая отступать, возвращается в деревню и вооружается до зубов тем оружием, которое сам же раньше конфисковал. Затем встречается с Дэнни, и напарники приступают к обезвреживанию членов ССО, ведя ожесточённую перестрелку.
Против них выходят коллеги по сэндфордской полиции, но Эйнджел и Дэнни быстро раскрывают им глаза на происходящее в деревне. Полицейские врываются в последний «бастион» врага — супермаркет. После перестрелки с работниками магазина Скиннер и инспектор Баттерман пытаются скрыться на машине, но у макета деревни обоих обезвреживают Эйнджел, Дэнни и тот самый сбежавший лебедь.
Хотя из Лондона прибывает бывшее начальство Эйнджела и просит его вернуться, так как уровень преступности после его отъезда вырос прямо на глазах, он решает остаться в Сэндфорде. Арестовав всех членов ССО (ни один человек при этом не был убит) и вернувшись в участок, полицейские празднуют победу, но на них нападает последний оставшийся на свободе член ССО, и Дэнни закрывает Эйнджела своим телом, после чего участок взлетает на воздух из-за детонации старой морской мины.
Проходит год. Эйнджел кладёт цветы на могилу с надписью «Баттерман», но оказывается, что Дэнни всё-таки выжил, а в могиле покоится его мать. Эйнджел уже занимает должность инспектора в Сэндфорде, а Дэнни повысили в звании до сержанта. Фильм заканчивается очередным срочным вызовом: группа хиппи переворачивает мусорные баки возле супермаркета.

## В ролях
| Актёр           | Роль                             |
| --------------- | -------------------------------- |
| Саймон Пегг     | сержант Николас Эйнджел          |
| Ник Фрост       | констебль Дэнни Баттерман        |
| Пэдди Консидайн | сержант-детектив Энди Уэйнрайт   |
| Рейф Сполл      | констебль-детектив Энди Картрайт |
| Кевин Элдон     | сержант Тони Фишер               |
| Оливия Колман   | констебль Дорис Татчер           |
| Карл Джонсон    | констебль Боб Уокер              |
| Билл Бейли      | сержант Тёрнер                   |
| Бретт Мёнинг    | пьяный полицейский               |

| Актёр          | Роль                      |
| -------------- | ------------------------- |
| Джим Бродбент  | инспектор Фрэнк Баттерман |
| Тимоти Далтон  | Саймон Скиннер            |
| Эдвард Вудвард | Том Уивер                 |
| Билли Уайтлоу  | Джойс Купер               |
| Эрик Мейсон    | Бернард Купер             |
| Стюарт Уилсон  | доктор Робин Хатчер       |
| Пол Фриман     | священник Филип Шутер     |
| Кеннет Крэнем  | Джеймс Рипер              |
| Энн Рейд       | Лесли Тиллер              |
| Питер Уайт     | Рой Портер                |
| Джулия Дикин   | Мэри Портер               |
| Лоррейн Хилтон | Аманда Пейвер             |
| Тим Барлоу     | мистер Тричер             |
| Тревор Николс  | Грег Проссер              |
| Элизабет Элвин | Шери Проссер              |

| Актёр         | Роль              |
| ------------- | ----------------- |
| Билл Найи     | главный инспектор |
| Мартин Фримен | сержант полиции   |
| Стив Куган    | инспектор         |
| Кейт Бланшетт | Джанин            |

| Актёр          | Роль              |
| -------------- | ----------------- |
| Стивен Мерчант | Питер Иан Стейкер |
| Рори Макканн   | Майкл Армстронг   |
| Элис Лоу       | Тина              |
| Дэвид Брэдли   | Артур Уэбли       |
| Адам Бакстон   | Тим Мессенджер    |
| Дэвид Трелфалл | Мартин Блоуэр     |
| Люси Панч      | Ив Дрейпер        |
| Рон Кук        | Джордж Мерчант    |
| Джо Корниш     | Боб               |
| Крис Уэйтт     | Дейв              |

## Создание

### Сценарий
Эдгар Райт и Саймон Пегг решили снять британский полицейский фильм наподобие американских фильмов 1970-х и 1980-х годов. Они считали, что в Британии снято очень мало фильмов про полицейских, — в основном выходили детективные фильмы, повествующие о расследовании и дедуктивном методе, а полицейских боевиков с элементами насилия почти не было. В одном интервью Райт сказал:
| В Великобритании не существует традиции полицейских фильмов… Нам казалось, что у всех остальных стран есть собственная традиция великих фильмов о полицейских, а у нас нет.— Эдгар Райт, |

Первый черновой вариант сценария был написан за восемь месяцев. Затем Райт и Пегг погрузились в исследование материала: они посмотрели 138 полицейских фильмов, это занятие, по словам Райта, принесло большую пользу. Также сценаристы беседовали с полицейскими, взяв около пятидесяти интервью; некоторые полисмены были настроены скептически, так как считали, что «до них докапываются», однако благодаря этим интервью в фильме появились сцены, основанные на реальных событиях (в том числе сбежавший лебедь, офицер, покупавший пироги в качестве наказания, и сцена, в которой «легавые» общаются с фермером через переводчика). Окончив исследования, сценаристы начали писать второй вариант, на который ушло девять месяцев; всего работа над сценарием заняла восемнадцать месяцев.
Словосочетание «Hot Fuzz» опирается на фильмы 1980-х и 1990-х годов, название которых состоит из двух слов (например, «Lethal Weapon» — «Смертельное оружие», «Point Break» — «На гребне волны» и др.), Пегг также заметил, что создатели хотели, чтобы название будущей картины имело как можно меньше смысла.
Райт и Пегг создали одного из персонажей специально для Ника Фроста. Пегг отметил, что для Фроста «очень легко писать… У него врождённый талант». Фрост сам выбрал имя Дэнни Баттерман для своего персонажа, заявив, что сможет сниматься, только если его герой будет носить это имя (оно нравилось актёру и «напоминало о хоббитах»).

### Съёмки
Чтобы подготовиться к съемкам фильма, Саймон Пегг был обязан сидеть на диете и заниматься с тремя личными тренерами, а Ник Фрост должен был просмотреть около двадцати боевиков, но решил ограничиться кинофильмом «Плохие парни 2».
В течение второй половины 2005 года велись поиски подходящего для съемок города в юго-западной части Англии. Саймон Пегг объяснил поиски подходящей натуры именно в этом регионе тем, что он и режиссёр выросли там, это своего рода возвращение в детство, время, когда были популярны герои боевиков. После того, как несколько предложенных городов были отвергнуты, было принято решение снимать кинофильм в Уэлсе в Сомерсете, 10-тысячном городке, где родился и вырос Эдгар Райт. Райт объяснил этот выбор тем, что его родной город красив, обладает подходящим набором зданий, однако он умышленно изменил название города на Сэндфорд, чтобы не возникало скверных ассоциаций. Несмотря на это, ряд зданий, такие как церковь святого Кутберта (англ. Church of St Cuthbert), легко узнаваемы. Съёмки также проходили в полицейском колледже Хендона (англ. Hendon Police College). Во время съёмок Пегга и Фроста в полицейской форме часто путали с настоящими полицейскими и расспрашивали о том, что происходит. Как и в фильме «Зомби по имени Шон», в картине присутствует сцена, в которой Ник Фрост ест мороженое Cornetto, это сцена — одна из тех деталей, которые объединяют фильмы в трилогию «Кровь и мороженое».
Съемки начались 19 марта 2006 года и продолжались в течение одиннадцати недель. После редактирования фильма Райтом, он стал на полчаса короче.

### Приглашенные звезды
Питер Джексон сыграл эпизодическую роль Деда Мороза, который в начале фильма ножом протыкает руку Эйнджела. Кейт Бланшетт появилась в роли Джанин, бывшей девушки Ника. Узнать её трудно, так как она появляется в костюме полной биологической защиты (видны только глаза). Судей, оценивавших Сэндфорд, сыграли матери Эдгара Райта и Саймона Пегга.

## Критика
На Rotten Tomatoes рейтинг фильма составляет 91 % на основе 201 рецензии. Критический консенсус вебсайта гласит: «Блестящие умы, стоящие за „Зомби по имени Шон“, успешно пробуют себя в жанре приятелей-полицейских в „Типа крутых легавых“. В результате получилась язвительно сатирическая и чрезвычайно занимательная пародия». На Metacritic рейтинг картины — 81 из 100 на основе 37 рецензий, что соответствует статусу «Всеобщее признание».

## Награды и номинации
| Награда | Категория               | Номинант            | Результат |
| ------- | ----------------------- | ------------------- | --------- |
| Империя | Лучший комедийный фильм | Типа Крутые легавые | Победа    |
| Империя | Лучший британский фильм | Типа крутые легавые | Номинация |
| Империя | Best Actor              | Саймон Пегг         | Номинация |
| Империя | Лучший Режиссёр         | Эдгар Райт          | Номинация |